# 自由邦球場
自由邦球場是位於南非布隆方丹是用於足球和欖球賽事的球場，同時為自由邦印度豹和中央印度豹這兩支欖球隊及布隆方丹凱爾特人這支足球隊的主場館。同時，這球場也是2009年洲際國家盃以及2010年世界盃足球賽的比賽場館。

## 2010年世界盃足球賽
為主辦世界盃，自由邦球場增加了11000個座位，令球場可容納的人數上升至48000個。同時，球場提高了其照明系統、電力系統和音響等的水平。
在2010年世界盃足球賽中，自由邦球場共會協辦6場賽事，當中包括5場分組賽和1場十六強賽事。
| 日期          | 時間 (UTC+2) | 隊伍 #1  | 比數  | 隊伍 #2  | 回合 | 入場人數 |
| ------------- | ------------ | -------- | ----- | -------- | ---- | -------- |
| 2010年6月14日 | 16.00        | 日本     | 1 - 0 | 喀麦隆   | E組  | 30,620   |
| 2010年6月17日 | 16.00        | 希腊     | 2 - 1 | 奈及利亞 | B組  | 31,539   |
| 2010年6月20日 | 13.30        | 斯洛伐克 | 0 - 2 | 巴拉圭   | F組  | 26,643   |
| 2010年6月22日 | 16.00        | 法國     | 1 - 2 | 南非     | A組  | 39,415   |
| 2010年6月25日 | 20.30        | 瑞士     | 0 - 0 |          | H組  | 28,042   |
| 2010年6月27日 | 16.00        | 德国     | 4 - 1 | 英格兰   | 16強 | 40,510   |

## 資料來源
1. ↑  .   [2010-03-31]. （原始内容存档于2019-12-19）.

29°07′02″S 26°12′32″E / 29.1172°S 26.2089°E